# Shirien Damra
Shirien Damra   (Chicago, 1987) és una ilustradora i dissenyadora gràfica freelance resident a Chicago reconeguda per les seves il·lustracions en defensa del moviment Black Lives Matter, el col·lectiu LGTB i Palestina.

## Biografia
Shirien Damra prové d'una família treballadora de refugiats palestins. Des de petita va conèixer l’impacte del racisme sistèmic. Té una llicenciatura i un màster en sociologia per la DePaul University. Durant el estudis va participar activament en la creació del SJP (Students for Justice in Palestine) a Chicago. Després d'un viatge a Palestina, Damra va unir-se al moviment BDS (Boicot, Desinversions i Sancions) als Estats Units, i va organitzar una campanya contra l'substrat de cultiu de la marca Sabra, un producte israelià que es produeix a Cisjordània. També va participar en la conferència nacional SJP a Boston, celebrada a la Universitat de Tufts.
Fa més de deu anys que es dedica a l'organització comunitària i al treball en defensa de la justícia social. Shirien utilitza l'art i la creativitat com eines per potenciar els moviments socials, amplificar els missatges de grups minoritzats i aspirar a un món millor.
L'any 2015 li van diagnosticar un càncer, i es va fer la promesa de seguir cultivant la seva part més creativa. D'aquesta manera va trobar la manera d'utilitzar les seves habilitats en l'art i el disseny amb la seva feina en la defensa de la justícia social.

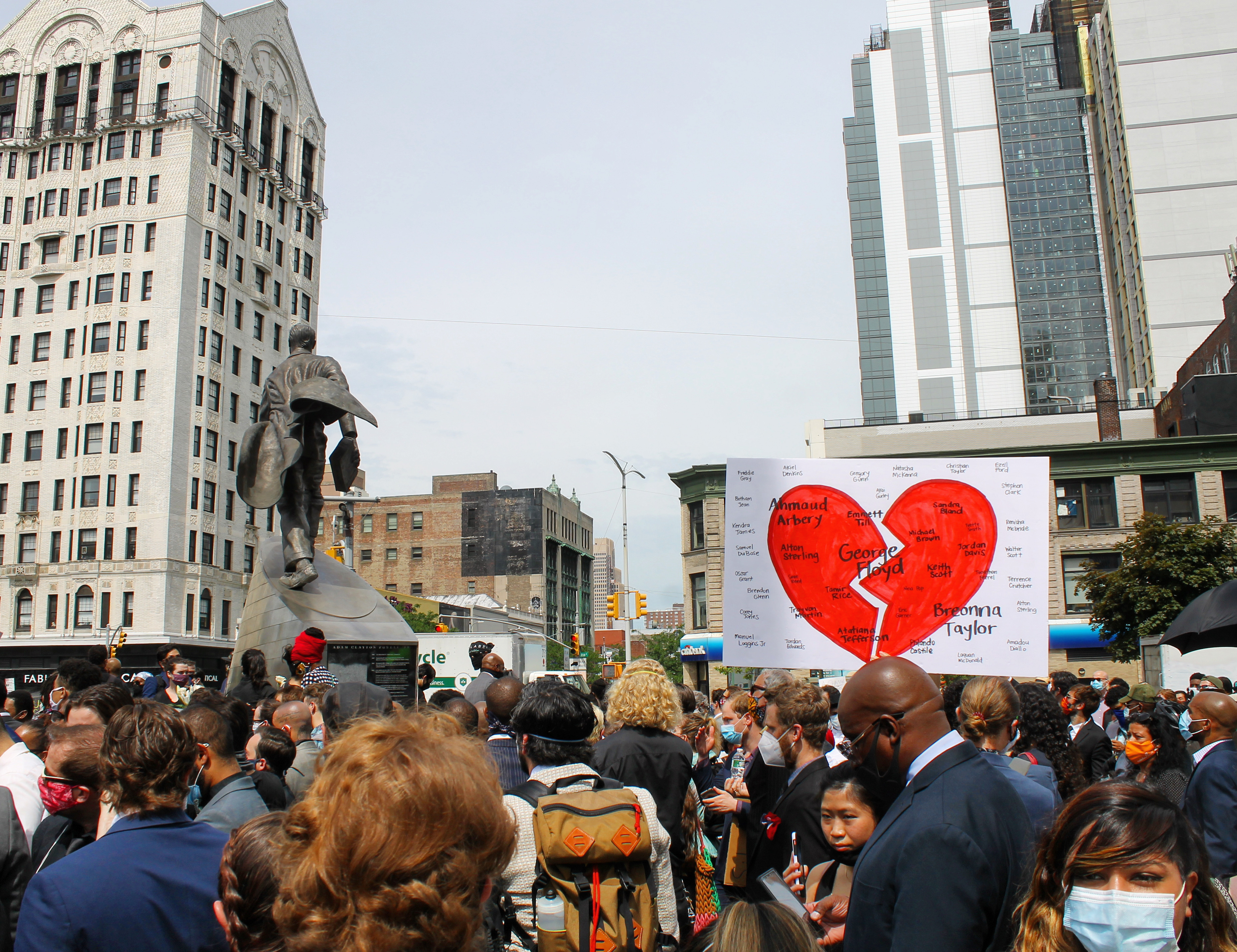
Concentració a Harlem en memòria de George Floyd, Breonna Taylor iAhmaud Arbery.

L'any 2019 va obrir un compte d'Instagram on comparteix les seves obres, però no va ser fins a l'any 2020 on les seves il·lustracions de George Floyd, Breonna Taylor i Ahmaud Arbery van fer la volta al món, desencadenant tot un moviment digital. El tribut a Floyd va arribar a més de 3,4 milions de «m'agrada» i va ser compartit per celebritats com Mindy Kaling o Max Greenfield. La il·lustració de George Floyd es va pintar com un mural a la ciutat de Raleigh i les il·lustracions de Taylor, Arbery i Floyd es van projectar a la Grace Cathedral de San Francisco.
Shirien Damra ha declarat que va crear les il·lustracions com a alternativa a les imatges traumàtiques que ocupaven tots els vídeos i en contra de qualsevol estereotip racista que pogués sorgir. Així com a mostra de solidaritat amb la comunitat negra.

## Estil
Com a filla de refugiats palestins i musulmans, les injustícies i el racisme han format part de la vida de la seva família i això es veu plasmat en les seves obres on la lluita contra la misogínia, la transfòbia i el racisme són elements claus. Shirien mostra una gran admiració per a totes les persones queer i trans amb qui es va trobar. Estima que van en contra dels cànons establerts per la societat i lluiten per la justícia social. Especialment, és molt inspirada per les dones trans negres que participen activament en el moviment Black Lives Matter.
Pel que fa a l'estètica, Damra combina els colors suaus amb colors més vibrants i freqüentment inclou elements com flors que simbolitzen la vida i el creixement que desafien la violència i l'opressió sistèmica. Els personatges de totes les seves il·lustracions mantenen els ulls tancats com a símbol de reflexió interior en l'art oriental.

## Exposicions
Shirien Damra forma part de l'exhibició de Cambridge: Ye Shall Inherit the Earth & Faces of the Divine: A Travelling Art Exhibition.